# 贖罪のキリスト勝利理論

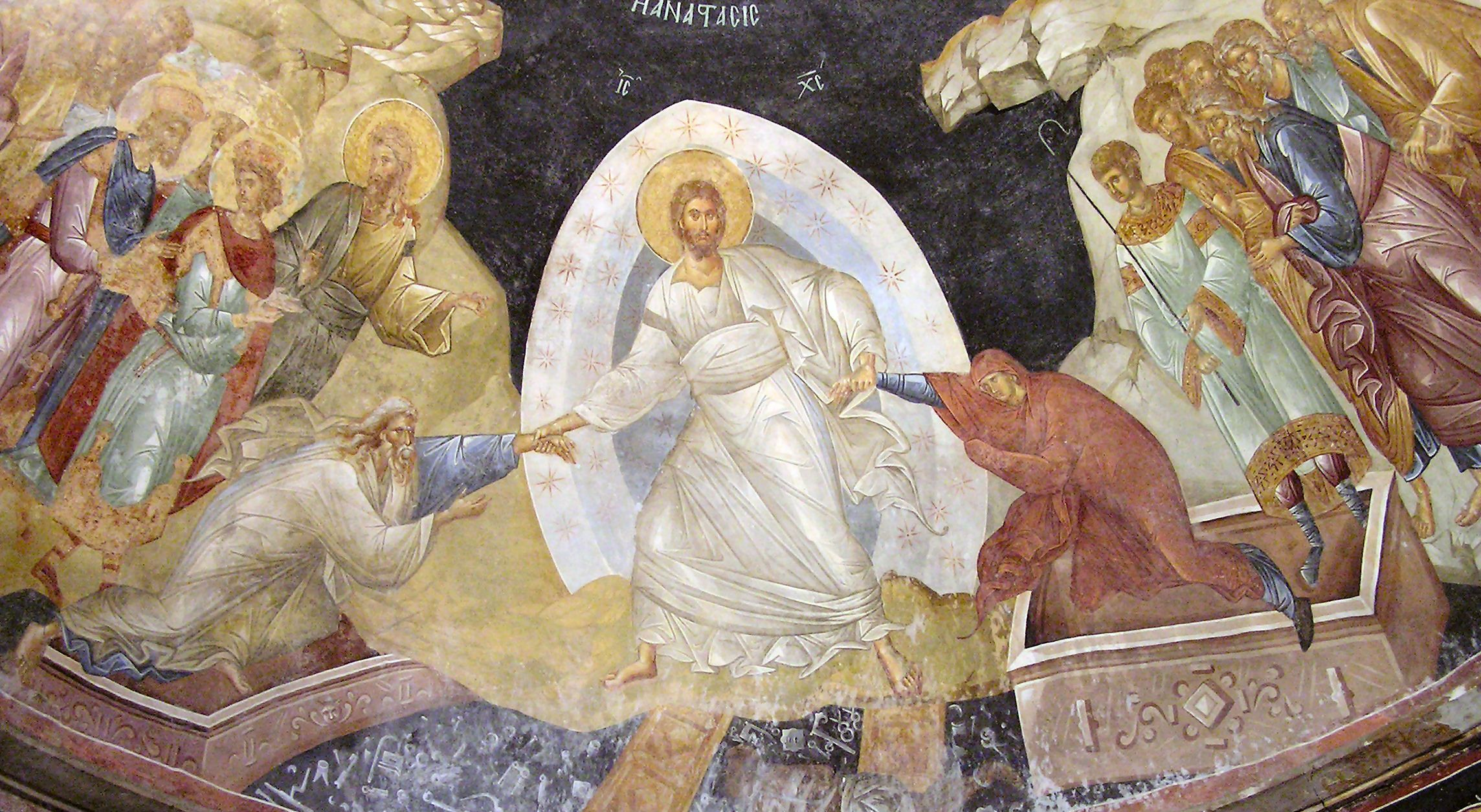
フレスコ画イコン『復活』。現在はカーリエ博物館となっている、ホーラ（コーラ）修道院の聖堂内、湾曲した天井に描かれている。主イエス・キリストがアダムとエバの手を取り、地獄から引き上げる情景を描いたもの。このキリストの地獄降りのイコンが、正教会においては復活大祭のイコンとして定着している。

贖罪のキリスト勝利理論（しょくざいのキリストしょうりりろん）、（英:Christus Victor）は、1931 年に英語で出版されたグスタフ・アウレン(英語版)の著書で、キリスト教における贖罪の理論の研究が紹介されている。スウェーデン語の原題は "Den kristna försoningstanken" (「キリスト教の贖罪の思想」) で、1930 年に出版された。アウレンは、キリストの死は人類を支配していた悪の勢力に対する身代金であるという、古典的な贖罪の身代金理論を再解釈した。これは、教父にまで遡(さかのぼ)る贖罪のモデルであり、千年にわたって支配的な贖罪理論であったが[要出典]、カンタベリー大司教が西洋で贖罪の満足理論(英語版)に取って代わるまで続いた。
アウレンは、贖罪理論を「人類を束縛している罪、死、悪魔の力に対する勝利」と解釈した。ピュー(Dr. Ben Pugh) によれば、「[アウレンの]時代以来、私たちはこれらの教父の考えを、十字架を見るキリスト勝利者の方法と呼んでいる。」 これは、アレクサンドリアのキュリロスやニュッサのグレゴリオスなどの教父が、キリストを釣り針に仕掛けた餌として描き、サタンが餌に食いついて自滅するように誘い込むことから、贖罪の釣り針理論と呼ばれることもある。

## アウレンの著書「キリストの勝利」

### 贖罪理論
- 最も古いものは、アウレンが「古典的な」贖罪の見解と呼んだもので、一般的には身代金理論として知られているが、アウレンの著作以来、「勝利したキリスト」理論と呼ばれることもある。これは、アダムとエバが堕落の際に人類を悪魔の支配下に置き、神は人類を救済するためにキリストを「身代金」または「餌」として送り、キリストが永久に死ぬことはないと知らない悪魔がキリストを殺し、復活後に人類に対するすべての権利を失うようにしたという理論である。
- 2つ目の理論は「ラテン」または「客観的」な見解であり、一般的には満足理論として知られている。これは、アンセルムスの満足 (キリストが人類に代わって身代わりとして苦しみ、神の名誉の要求を満たした) から始まり、後にプロテスタントによって刑罰的代償(英語版)(キリストが人類の代わりに罰せられ、神が正当に許すことができるように正義の要求を満たした) として発展した。
- 3つ目は「主観的」理論で、道徳的影響説(英語版)としてよく知られており、キリストの受難は模範的な服従行為であり、それを知った人々の意図に影響を与えるというものである。この見解は、アンセルムスの見解に対抗してピエール・アベラールによって提唱された[9]。

アウレンは、「古典的な見解」は教会史の最初の千年間における初期教会の支配的な見解であり、エイレナイオス、アレクサンドリアのオリゲネス、ヒッポのアウグスティヌスなど、ほとんどすべての教父によって支持されていたと主張している。アウレンによれば、カンタベリーのアンセルムスが1097年頃に著書『神は何故に人となられたか "Cur Deus Homo"』を出版し、ローマカトリック教会、後にプロテスタントにおいて、贖罪に関する支配的な理解が古典的な見解から充足の見解に移行した時点で大きな変化が起こったという。東方正教会は今でも、エイレナイオスが提唱した「再現論」と呼ばれる贖罪の見解を支持しており、イエスが私たちと同じになったのは、私たちがイエスと同じようになるためである。

## キリストの勝利

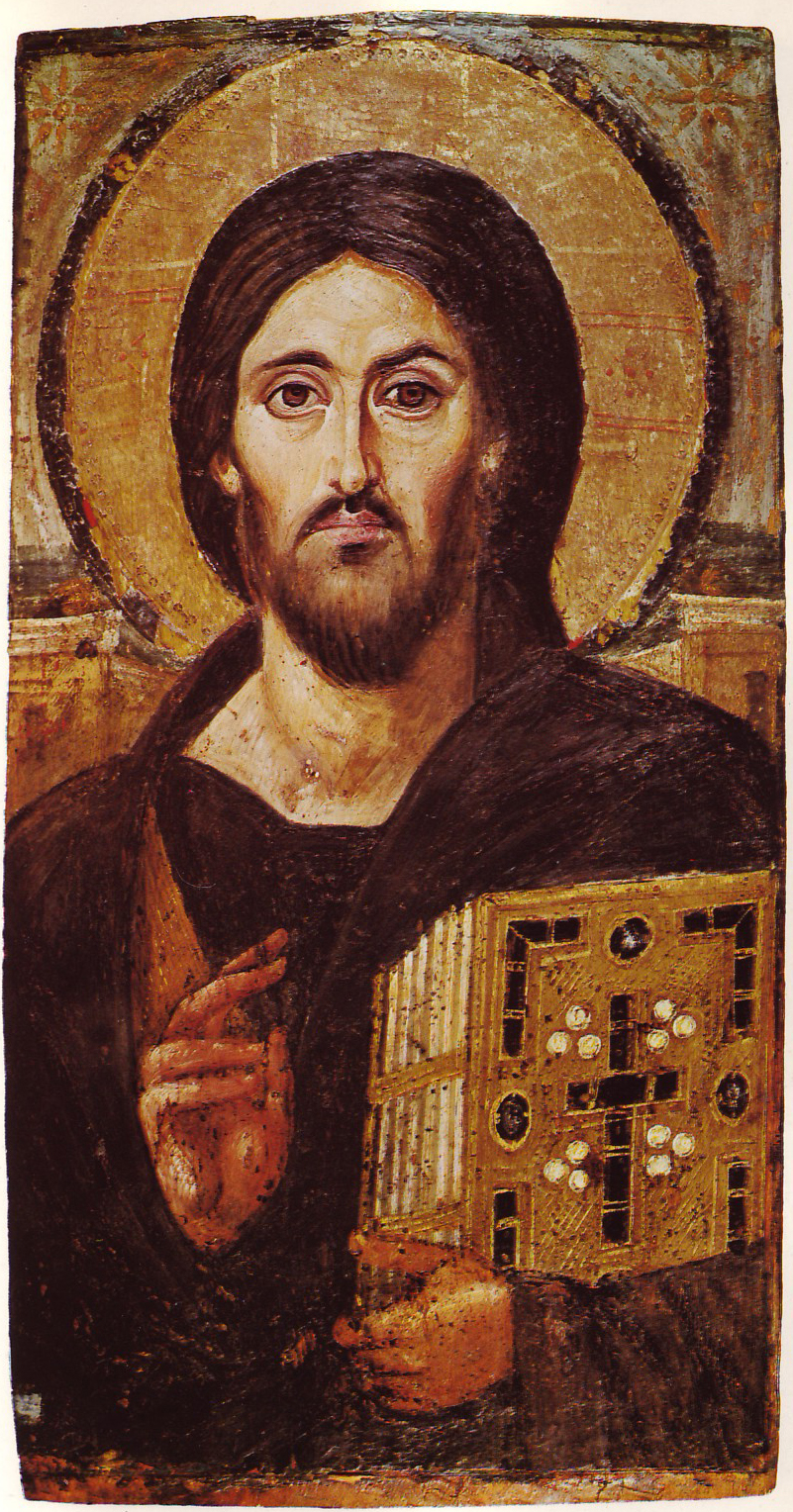
蝋画法によるイエス・キリストのイコン（6世紀頃、シナイ半島、聖カタリナ修道院所蔵）

アウレンは著書の中で、贖罪理論を3つの主要なタイプに分類している。
アウレンは、神学者たちは、初期の教父たちが贖罪の身代金理論を持っていたと誤って結論付けていると主張している。アウレンは、教父たちの理論は、十字架刑は悪魔への身代金の支払いではなく、罪、死、悪魔の束縛からの人類の解放を表していたと主張している。"Christus Victor" (勝利したキリスト) という用語が示すように、「身代金」という概念は (アンセルムスがそうしたように) ビジネス取引という観点で捉えられるべきではなく、むしろ罪の奴隷状態と病から人類を救い出す、または解放するという観点で捉えられるべきである。

### 三位一体の役割
アウレンは、キリスト勝利説と贖い説の主な違いは、三位一体と律法に反対の重点を置いていることであると述べている。アウレンは、贖い説には「神の断絶」と「法の連続性」が含まれているのに対し、キリスト勝利説は「神の連続性」と「法の断絶」を強調していると主張している。彼は、ラテン教会で出現した贖いの神学が、特にキプリアヌスの著作におけるアンセルムスの考えの根源であると指摘している。贖いの神学の論理的かつ革命的な拡張では、神は血の代償によって王権を尊重されない限り、人類を赦すことができないか、そうする意志がない。後に、これは「刑罰による代償(英語版)」の形をとり、償いにおいて神の名誉ではなく神の正義が危機に瀕しているという宗教改革の考えになった。人間だけが律法と神に対する人類の義務を果たすことができるので、キリストは神に完全な償いをするために人間にならなければならない。イエスは、罪のない人生を求める律法の要求を満たし、過去の罪に対する父の怒りに耐えることによって、これを行う。アウレンはこのモデルに異議を唱え、受肉（そして復活も）は法理論に基づく神学方程式の一部である法的な行為になると主張する。
アウレンはさらに、キリストの勝利は、十字架刑の際、イエスと父を結びつけ、闇の不当な権力を断罪することで、この見解を覆すものだと主張している。この後に、キリストの勝利の自然な強調点、すなわち、イエスの勝利と肉体の復活における父のイエスの無罪証明が続く。満足理論(英語版)の支持者はアウレンの描写に同意しておらず、満足のモデルは実際には父と子の間に対立を生じさせないと主張している（「法的継続性」または満足の償いの強調については、意見の相違は少ないが、J.I. パッカーは、法的にあまり重点を置かない満足理論のバージョンを主張している）。彼らの見解では、「神の対立」は、父が人類との和解を望み、イエスが自らを刑罰の身代わりとして喜んで差し出すことからのみ明らかである。対照的に、「クリストス・ヴィクトル」はキリストの犠牲を、神の正義をなだめるための神への合法的な捧げ物としてではなく、法を含む闇の力との戦いにおける決定的な瞬間として描いている。

### 教父の著作
アウレンは、パウロと教父の著作を、初期キリスト教が律法を、人類の救済を確保するためには打ち負かさなければならない敵とみなしていたことの例として挙げている。アウレンは、償い理論と刑罰代償説の償い制度が、神に代償を捧げるという人間の義務と、律法に対する神の義務を過度に強調していることを実証しようとしている。律法が制定される前は呪われた身分を意味していた死を経験することで、キリストは義務を果たす代わりに、律法の力を打倒した。なぜなら、律法が完全な人間を非難するのは不当だったからである。さらに、死、罪、悪魔（キリストの勝利における人格化された力）は、イエスのその後の復活によって、かつて人間の生命に対して持っていた支配力が打ち砕かれるため、打倒される。十字架にかけられた人々に対する律法の呪いにもかかわらず、復活は父の恵みのしるしであるため、贖罪は律法を強化するどころか、律法から罪を宣告する能力を奪い、破壊する。したがって、父なる神と子なる神は、前者が裁き人の役割を、後者が罪人の役割を担うという形で十字架によって対立するのではなく、人類を奴隷化する罪、死、律法という悪魔のシステムの崩壊を求める点で一致している。この見解は、律法と人間を強調する懺悔システムの誤りを避け、三位一体の救済計画内の一致と、キリストを通して神が私たちに示してくださった赦しの自由を明らかにすると、アウレンは主張する。

### 受肉
キリストが正義の要求を満たすために罪の罰を払うという考えに根ざした、贖罪の満足理論の見解（「ラテン」の見解）とは異なり、初期教会の古典的な見解（Christus Victor）は、キリストが受肉し、いかにして人間の悲惨と邪悪に入り込み、それを贖(あがな)ったかに根ざしている。アウレンは、"Christus Victor" の償いの見解は、合理的で体系的な理論というよりも、神が権力に打ち勝ち、人類を罪の束縛から解放するドラマ、受難物語であると主張している。
グスタフ・アウレンは次のように書いている。「キリストの働きは、何よりもまず、人類を束縛する力、すなわち罪、死、悪魔に対する勝利である。」

## アウレン以後のキリスト勝利論の発展
キリスト勝利説は、初期の教会の父たちとのつながりから、旧正統派 福音主義者の間で人気が高まっている。また、イエスの死は、イエスを拒絶し殺害した世俗的な権力の残酷さと邪悪さの暴露であり、復活はこれらの権力に対する勝利であると見るという破壊 的な性質から、リベラル派キリスト教徒やアナバプテスト・メノナイト派などの平和教会(英語版)の間でも人気が高まっている。マーカス・ボーグ(英語版)は次のように書いている。
[キリストの勝利]の見解では、ローマ総督や神殿貴族よりもはるかに大きなものとして理解される支配システムがイエスの死の責任を負っている[...]支配システムがイエスを殺し、それによってその道徳的破綻と最終的な敗北を明らかにした。
メノナイト派の神学者J・デニー・ウィーバーは、著書『非暴力の贖罪』と、最近のエッセイ『非暴力の贖罪：人間の暴力、弟子としての生き方、そして神』の中で、キリスト勝利説（または彼が呼ぶところの「物語的キリスト勝利説」）のさらなる発展を、南米の解放の神学、フェミニストや黒人解放神学へとたどっている。

### 参照資料
- Aulén, Gustaf (1969), 'Christus Victor: An Historical Study of the Three Main Types of the Idea of Atonement, Macmillan
- Beilby, James K.; Eddy, Paul R. (2009), The Nature of the Atonement: Four Views, InterVarsity Press
- Pugh, Ben (2015), Atonement Theories: A Way through the Maze, James Clarke & Co
- Weaver, J. Denny (2001), The Nonviolent Atonement, Wm. B. Eerdmans Publishing